# ولادیمیر ایشینوف
ولادیمیر ایشینوف (روسی: Владимир Николаевич Ешинов؛ ۱۸ فوریهٔ ۱۹۴۹ – ۳۰ ژوئیهٔ ۲۰۲۴) قایقران روئینگ اهل اتحاد جماهیر شوروی بود.
وی در مسابقات کشوری و بین‌المللی در مجموع برندهٔ ۴ مدال طلا، ۱ مدال نقره و ۲ مدال برنز شد.